# 서두수 (하천)
서두수(西頭水)는 조선민주주의인민공화국 량강도 백암군에서 발원하여 량강도 대홍단군과 함경북도 무산군의 경계에서 두만강에 합류하는 하천이다. 중류와 상류 옆에 백무선이 지난다.